# Pyrrhulini
I Pyrrhulini Vigors, 1825 sono una tribù di uccelli passeriformi della famiglia Fringillidae.

## Etimologia
Il nome scientifico della tribù deriva da quello del ciuffolotto comune, Pyrrhula pyrrhula.

## Descrizione
Alla tribù vengono ascritte specie di dimensioni che si attestano attorno alla ventina di centimetri, col ciuffolotto delle pinete che coi 25,5 cm di alcuni esemplari rappresenta il fringillide di dimensioni maggiori (sebbene mediamente esso presenti dimensioni inferiori).
I Pyrrhulini sono caratterizzato da aspetto molto massiccio con grossa testa allungata e becco grosso ma tozzo, spesso dalla punta leggermente ricurva: il piumaggio presenta variazioni considerevoli di specie in specie ma generalmente presenta nero su testa, ali e coda e zone rosse più o meno estese nella zona ventrale, spesso prerogativa del solo maschio (dicromatismo sessuale).

## Biologia
Si tratta di uccelli dalle abitudini diurne, che vivono perlopiù in coppie o in gruppetti e che a dispetto della colorazione dimorfica sono rigidamente monogami, divenendo anche territoriali durante il periodo degli amori. La loro dieta è essenzialmente granivora, mentre i pulli vengono alimentati anche con una componente di origine animale: caratteristica distintiva della tribù è la presenza negli adulti di tutte le specie di tasche sublinguali, atte a conservare il cibo per i nidiacei durante il periodo riproduttivo.

## Distribuzione e habitat
I Pyrrhulini hanno distribuzione olartica, con specie a diffusione eurasiatica, altre nordamericane, alcune diffuse nei tre continenti (come il ciuffolotto delle pinete) ed altre in Nordafrica o Asia. Il loro habitat è legato alla presenza di nutrimento ed acqua, tant'è che varie specie compiono migrazioni stagionali anche considerevoli in funzione della disponibilità di tali risorse.

## Tassonomia
Alla tribù vengono ascritti i seguenti generi e specie:
Tribù Pyrrhulini
- Genere Pinicola
  - Pinicola enucleator (Linnaeus, 1758) - ciuffolotto delle pinete
- Genere Pyrrhula
  - Pyrrhula nipalensis Hodgson, 1836 - ciuffolotto bruno
  - Pyrrhula aurantiaca Gould, 1858 - ciuffolotto arancio
  - Pyrrhula erythrocephala Vigors, 1832 - ciuffolotto testarossa
  - Pyrrhula erythaca Blyth, 1862 - ciuffolotto testagrigia
  - Pyrrhula leucogenis Grant, 1895 - ciuffolotto guancebianche
  - Pyrrhula pyrrhula (Linnaeus, 1758) - ciuffolotto eurasiatico
  - Pyrrhula murina Godman, 1866 - ciuffolotto delle Azzorre
- Genere Rhodopechys
  - Rhodopechys sanguineus (Gould, 1838) - fringuello alicremisi
  - Rhodopechys alienus Whitaker, 1897 -
- Genere Bucanetes
  - Bucanetes githagineus (Liechtenstein, 1823) - trombettiere
  - Bucanetes mongolicus (Swinhoe, 1870) - trombettiere mongolo
- Genere Agraphospiza
  - Agraphospiza rubescens (Blanford, 1872) - ciuffolotto roseo di Blanford
- Genere Callacanthis
  - Callacanthis burtoni (Gould, 1838) - fringuello dagli occhiali
- Genere Pyrrhoplectes
  - Pyrrhoplectes epauletta (Hodgson, 1836) - fringuello nucadorata
- Genere Procarduelis
  - Procarduelis nipalensis (Hodgson, 1836) - ciuffolotto roseo pettoscuro
- Genere Leucosticte
  - Leucosticte nemoricola (Hodgson, 1836) - fringuello montano disadorno
  - Leucosticte brandti Bonaparte, 1851 - fringuello montano testanera
  - Leucosticte arctoa (Pallas, 1811) - fringuello roseo asiatico
  - Leucosticte tephrocotis (Swainson, 1832) - fringuello roseo capogrigio
  - Leucosticte atrata Ridgway, 1874 - fringuello roseo nero
  - Leucosticte australis Ridgway, 1873 - fringuello roseo capobruno

La tribù dei Pyrrhulini si annida all'interno della sottofamiglia Carduelinae, nell'ambito della quale si mostra piuttosto vicina al clade Carpodacini-Drepanidini. Al suo interno, si riconoscono a loro volta tre cladi:
- un primo clade ben distinto, comprendente Pinicola e Pyrrhula;
- un secondo clade comprendente i trombettieri dei generi Bucanetes eRhodopechys;
- un terzo clade, "fratello" del secondo, comprendente gli americani e asiatici Leucosticte ed i generi monotipici Agraphospiza, Procarduelis (questi ultimi tradizionalmente ascritti al genere Carpodacus), Callacanthis e Pyrrhoplectes;

Secondo alcuni autori, all'interno della tribù sarebbe identificabile anche un clade formato da specie adattatesi alla vita in ambienti inospitali, comprendente le due specie di trombettiere, il trombettiere mongolo, le due specie nordamericane di fanello rosato e il carpodaco oscuro.